# ジュリア・ソーン
ジュリア・スティムソン・ソーン（Julia Stimson Thorne、1944年9月16日 - 2006年4月27日）は、アメリカ合衆国の著述家であり、離婚後に第68代国務長官となるジョン・ケリーの最初の妻である。

## 生涯
ソーンはニューヨーク市で1944年9月16日に生まれた。父はランドン・ケッチャム・ソーン・ジュニア(Landon Ketchum Thorne, Jr.)、母はアリス・バリー(Alice Barry)である。父方の祖先には、オランダからアメリカに渡り、信教の自由の獲得のために戦ったジョン・ボーンがおり、ソーンは11代目になる。フラッシング抗議書に署名したウィリアム・ソーン・シニアも祖先である。夫になるジョン・ケリーとは、17世紀のエリザベス・フォーンズが共通の祖先となる。母方の曾祖父にジャーナリストのデイヴィッド・S・バリーがいる。双子の兄弟であるデイヴィッド・ソーンは、後に外交官になった。
父の仕事の関係で、幼少期のほとんどをイタリアのローマで過ごした。1962年にフォックスクロフト・スクールを卒業した 。また、ニューヨークインテリアデザイン学校とラドクリフ大学の授業も聴講した。
夫となるジョン・ケリーとは1963年に初めて会った。ケリーはソーンの双子の兄弟のデイヴィッドの級友だった。1970年5月23日にケリーと結婚した。結婚式では、2世紀以上前に作られたドレスを着用した。ケリーとの間にアレクサンドラとヴァネッサという2人の娘をもうけた。ケリーは1983年にマサチューセッツ州副知事、1985年に上院議員となった。
ケリーとの結婚生活で、ソーンには鬱病の兆候が見られるようになった。この時期に1度だけ自殺しようとしたこともあると後に書いている。1980年代、ソーンは鬱病についての啓発活動を行うための非営利団体"Depression Initiative"を設立した。ケリーとは、6年間別居した後、1988年7月25日に離婚した。1997年にリチャード・J・チャールズワース(Richard J. Charlesworth)と結婚し、モンタナ州ボーズマンに移った。
1990年に鬱病を克服し、それ以降はケリーとも友好的な関係を築いた。2004年にケリーが大統領選挙に出馬した際には、ソーンも支援を行っている。
2006年4月27日、膀胱癌によりマサチューセッツ州コンコードの友人宅で死去した。

## 著書
1993年、鬱病を発症した様々な人の記録を集めたラリー・ロススタインとの共著"You Are Not Alone: Words of Experience and Hope for the Journey Through Depression"（あなたは一人じゃない: 鬱病を乗り越える旅の経験と希望の言葉）(ISBN 0-06-096977-6)を出版した。アン・ランダースは、「この小さな本が、命の恩人となり、あなたがこれまでに支払った中で最高の10ドルになるかもしれない」と書いている。
1996年には"A Change of Heart: Words of Experience and Hope for the Journey Through Divorce"（心の変化: 離婚を乗り越える旅の経験と希望の言葉）(ISBN 0-06-095105-2)を発刊した。